# Boldog
Boldog és un poble i municipi d'Eslovàquia que es troba a la regió de Bratislava, a l'extrem occidental del país, prop de la frontera amb Àustria.

## Història
La primera menció escrita de la vila es remunta al 1245.

## Demografia
| Godina             | 1994 | 2004   | 2014   | 2024    |
| ------------------ | ---- | ------ | ------ | ------- |
| Nombre de persones | 405  | 413    | 449    | 529     |
| Diferència         |      | +1,97% | +8,71% | +17,81% |

| Godina             | 2023 | 2024   |
| ------------------ | ---- | ------ |
| Nombre de persones | 527  | 529    |
| Diferència         |      | +0,37% |